# Seznam jezer na Slovensku
Seznam jezer na Slovensku (slovensky jezero – jazero) zahrnuje přírodní jezera na Slovensku a umělá jezera, která nepatří ani mezi rybníky ani přehradní nádrže.

## Podle rozlohy
Jezera s rozlohou větší než 2 ha.
| jezero                        | rozloha (ha) | hloubka (m) | poloha (m n. m.) | kraj      | odtok (povodí)                       |
| ----------------------------- | ------------ | ----------- | ---------------- | --------- | ------------------------------------ |
| Veľké Hincovo pleso           | 20,08        | 53          | 1944,8           | Prešovský | Hincov potok                         |
| Štrbské pleso                 | 19,76        | 20          | 1346             | Prešovský | (Mlynica)                            |
| Morské oko                    | 13,80        | 26          | 618              | Košický   | Okna                                 |
| Nižné Temnosmrečinské pleso   | 12,01        | 38          | 1677             | Prešovský | Temnosmrečinský potok                |
| Vyšné Bielovodské Žabie pleso | 9,56         | 24,3        | 1699,1           | Prešovský | Žabí potok (přítok Biele vody)       |
| Popradské pleso               | 6,88         | 17          | 1494,3           | Prešovský | Krupá                                |
| Vyšné Temnosmrečinské pleso   | 5,55         | 19          | 1724,8           | Prešovský | Temnosmrečinský potok                |
| Nižné Terianské pleso         | 5,47         | 47,2        | 1940,4           | Prešovský | Terianský potok                      |
| Vyšné Wahlenbergovo pleso     | 5,18         | 20          | 2154             | Prešovský | (Furkotský potok)                    |
| Zelené pleso Krivánske        | 5,16         | 23,1        | 2012,5           | Prešovský | (Veľký zlomiskový potok)             |
| Nižné Bielovodské Žabie pleso | 4,65         | 20,2        | 1674,6           | Prešovský | Žabí potok (přítok Biele vody)       |
| Izra                          | 3,70         | 8           | 434              | Košický   | (Izra)                               |
| Batizovské pleso              | 3,48         | 12          | 1884,2           | Prešovský | Batizovský potok                     |
| Capie pleso                   | 3,05         | 17          | 2075,3           | Prešovský | (Mlynica)                            |
| Veľké Žabie pleso Mengusovské | 2,65         | 7           | 1921             | Prešovský | (Žabí potok (přítok Hincova potoka)) |
| Zelené pleso Kačacie          | 2,58         | 4,1         | 1575,4           | Prešovský | Zelený potok (Biela voda)            |
| Velické pleso                 | 2,24         | 6           | 1665,5           | Prešovský | Velický potok                        |
| Veľké Roháčské pleso          | 2,22         | 7           | 1562,2           | Žilinský  | Roháčský potok                       |
| Malé Hincovo pleso            | 2,22         | 6,1         | 1921,3           | Prešovský | (Hincov potok)                       |
| Zmrzlé pleso                  | 2,19         | 10          | 1762,2           | Prešovský | Ťažký potok                          |

## Podle typu

### Horská jezera
Levočské vrchy
- Baňur

Nízké Tatry
- Lukové pliesko
- Vrbické pleso

Oravská Magura
- Puchmajerovej jazierko

Slánské vrchy
- Izra
- Malá Izra

Slovenský kras
- Smradľavé jazierko
- Lúčanské jazierko
- Jaštěričie jazero

Spišská Magura
- Jezerské jazero
- Ksenino jazierko
- Malé jazero
- Osturnianské jazero
- Veľké jazero

Štiavnické vrchy
- Žakýlské pleso

Turčianská kotlina
- Jazernické jazierko

Velká Fatra
- Blatné

Vihorlat
- Kotlík
- Malé Morské oko
- Morské oko

Vysoké Tatry
- Tatranská plesa (Vysoké Tatry)

Západní Tatry
- Tatranská plesa (Západní Tatry)

### Nížinná jezera
Borská nížina
- Bezedné
- Devínske jazero

Podunajská nížina
- Bratislavská jezera
  - Štrkovecké jazero
  - Kuchajda
  - Malý Draždiak
  - Veľký Draždiak
  - Zlaté piesky
  - Vajnorské jazerá
- Opatovské jazierko
- Senecká jezera
  - Slnečné jazerá
  - Hlboké jazero (Guláška)
  - Strieborné jazero (Baňa)
  - Kévecstó
  - jazero pri tehelni
  - jazero pri Slávii
  - jazero pri sídlisku Salámka

Východoslovenská nížina
- Tajba